# Джоді Фебруарі
Джоді Фебруарі (англ. Jody February, нар. 12 травня 1996, Кейптаун) — південноафриканський футболіст, воротар клубу «Аякс» (Кейптаун).

## Клубна кар'єра
У дорослому футболі дебютував 2014 року виступами за команду клубу «Аякс» (Кейптаун), кольори якої захищає й донині.

## Виступи за збірні
2016 року залучався до олімпійської збірної ПАР. У складі збірної — учасник футбольного турніру на Олімпійських іграх 2016 року у Ріо-де-Жанейро.
2016 року дебютував в офіційних матчах у складі національної збірної ПАР. Наразі провів у формі головної команди країни 1 матч.